# Nabogo
Der Nabogo ist ein Fluss in Ghana und ein linker Nebenfluss des Weißen Volta.

## Verlauf
Der Fluss hat seine Quellen im Zentrum der Northern Region. Er fließt in westliche Richtung. Der Nabogo mündet schließlich in den Weißen Volta.

## Hydrometrie
Die durchschnittliche monatliche Durchströmung des Nabogo gemessen an der hydrologischen Station bei Nabogo, bei gut der Hälfte des Einzugsgebietes, in m³/s.